# 琼恩·马西斯

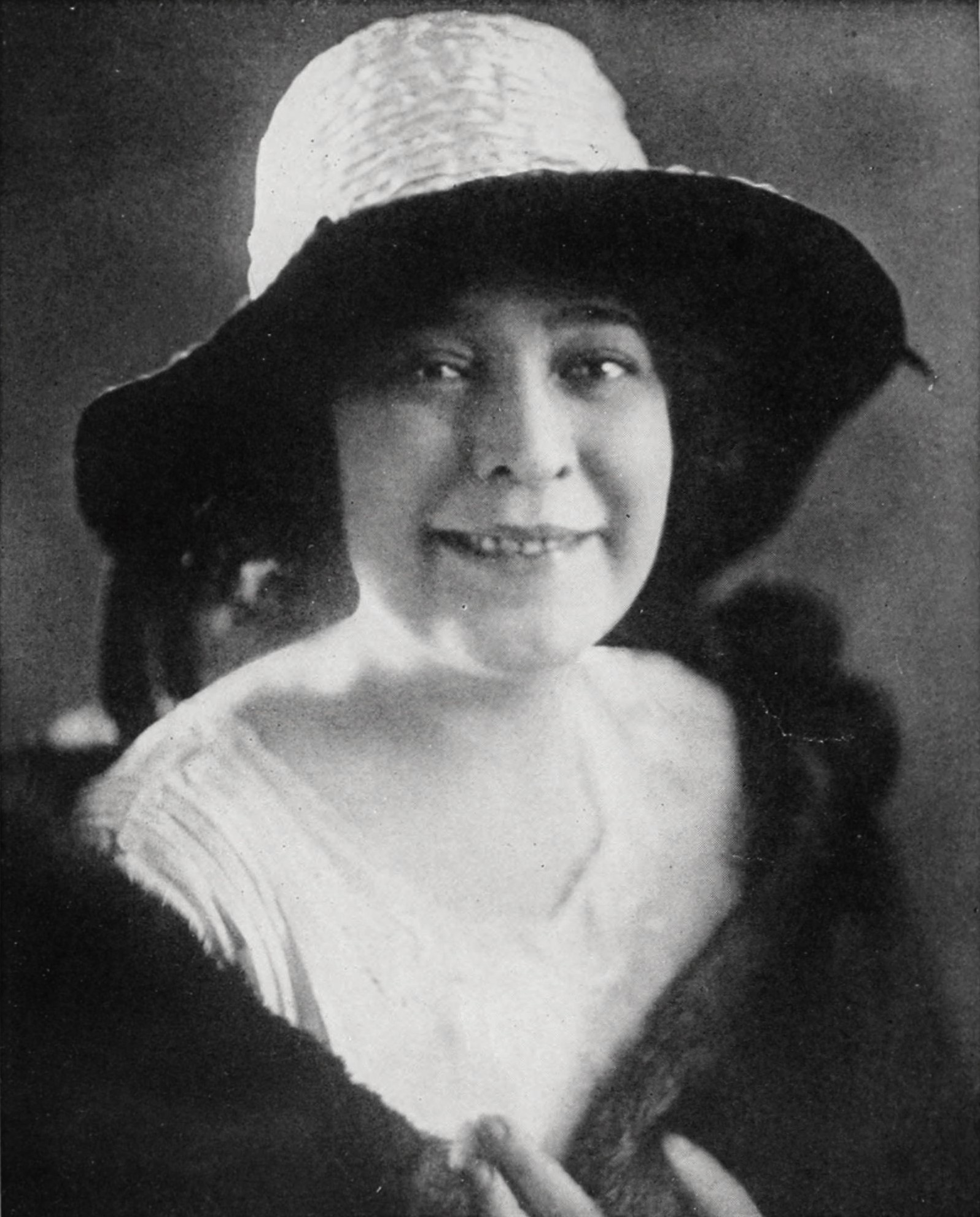
琼恩·马西斯

琼恩·马西斯 (June Mathis ，1887年1月30日 - 1927年7月26日) 是一位美国编剧。马西斯是米高梅的第一位女性高管，在她35岁时，她成为好莱坞收入最高的高管。  她也是启示录四骑士的編劇。